# (669588) Pazura
(669588) Pazura – planetoida z pasa głównego planetoid, odkryta 4 stycznia 2013 roku przez Michała Kusiaka i Michała Żołnowskiego ze zdalnego obserwatorium Rantiga w pobliżu miejscowości Tincana we Włoszech. Nazwano ją na cześć Cezarego Pazury (ur. 1962), polskiego aktora filmowego, teatralnego i dubbingowego, reżysera, producenta filmowego i artysty kabaretowego.